# Pyrenula papilligera
Pyrenula papilligera är en lavart som först beskrevs av William Allport Leighton och fick sitt nu gällande namn av Johannes Müller Argoviensis. 
Pyrenula papilligera ingår i släktet Pyrenula och familjen Pyrenulaceae.   Inga underarter finns listade i Catalogue of Life.